# Lampornis
Lampornis é um gênero de aves apodiformes pertencente à família dos troquilídeos, que inclui os beija-flores. O gênero possui seis espécies reconhecidas, mais dois táxons adicionais que não possuem classificação regular, logo de reconhecimento limitado, totalizando oito espécies; se distribuem nas regiões montanhosas e nubladas desde o sudoeste dos Estados Unidos à região do istmo do Panamá em altitudes entre 900 e 3500 metros acima do nível do mar. Sua espécie-tipo foi definida como beija-flor-de-garganta-ametista (Lampornis amethystinus), sendo o gênero-tipo da tribo Lampornithini.
Embora, atualmente, a grande maioria das espécies seja comum em toda a sua distribuição, com todas suas espécies estando dentro da categoria de "espécie pouco preocupante", quatro das seis espécies reconhecidas pela Lista Vermelha de Espécies Ameaçadas da UICN possuem uma tendência populacional decrescente, com apenas o beija-flor-de-garganta-azul (Lampornis clemenciae) exibindo qualquer estabilidade populacional.

## Descrição
Estes são beija-flores de tamanho médio a grande, possuindo, geralmente, 10 a 13 centímetros de comprimento, com bicos pretos curtos e ligeiramente curvados. O macho geralmente têm as partes superiores verdes e uma garganta de cores vivas, que é uma cor opaca na fêmea. As fêmeas de algumas espécies também podem diferir significativamente dos machos em outras características de plumagem. Estas fêmeas são inteiramente responsáveis pela construção e incubação do ninho. Elas põem dois ovos brancos em um ninho profundo constituído por fibra vegetal. A incubação leva entre 15 a 19 dias e a criação de outros de 20 a 26 dias. O alimento deste gênero é o néctar, retirado de uma variedade de pequenas flores. Como outros beija-flores, as "gemas da montanha" também se alimentam de alguns pequenos insetos como fonte essencial de proteína, que são caçados enquanto voam.

## Distribuição e habitat
Os Lampornis podem ser encontrados desde sudoeste dos Estados Unidos, seguindo a maior parte do território mexicano, onde se distribuí desde Sierra Madre Oriental ao estado do Oaxaca. Seguindo a região da América Central, em El Salvador, são encontrados principalmente em certos estados e províncias mais centrais e no sul. Na Guatemala e em Honduras, se distribuem, na região oriental e na região ocidental, respectivamente. Por onde segue ao noroeste da Nicarágua, na Costa Rica, onde observam-se algumas espécies endêmicas e, por ultimo, no Panamá, desde a província de Chiriquí e Coclé. Estes beija-flores habitam os bosques montanhosos e, ainda, florestas tropicais úmidas e estacionais sempre-verdes, com algumas encontradas em florestas de transição. São, geralmente, encontrados em altitudes de 900 até 3500 metros acima do nível do mar.

## Sistemática

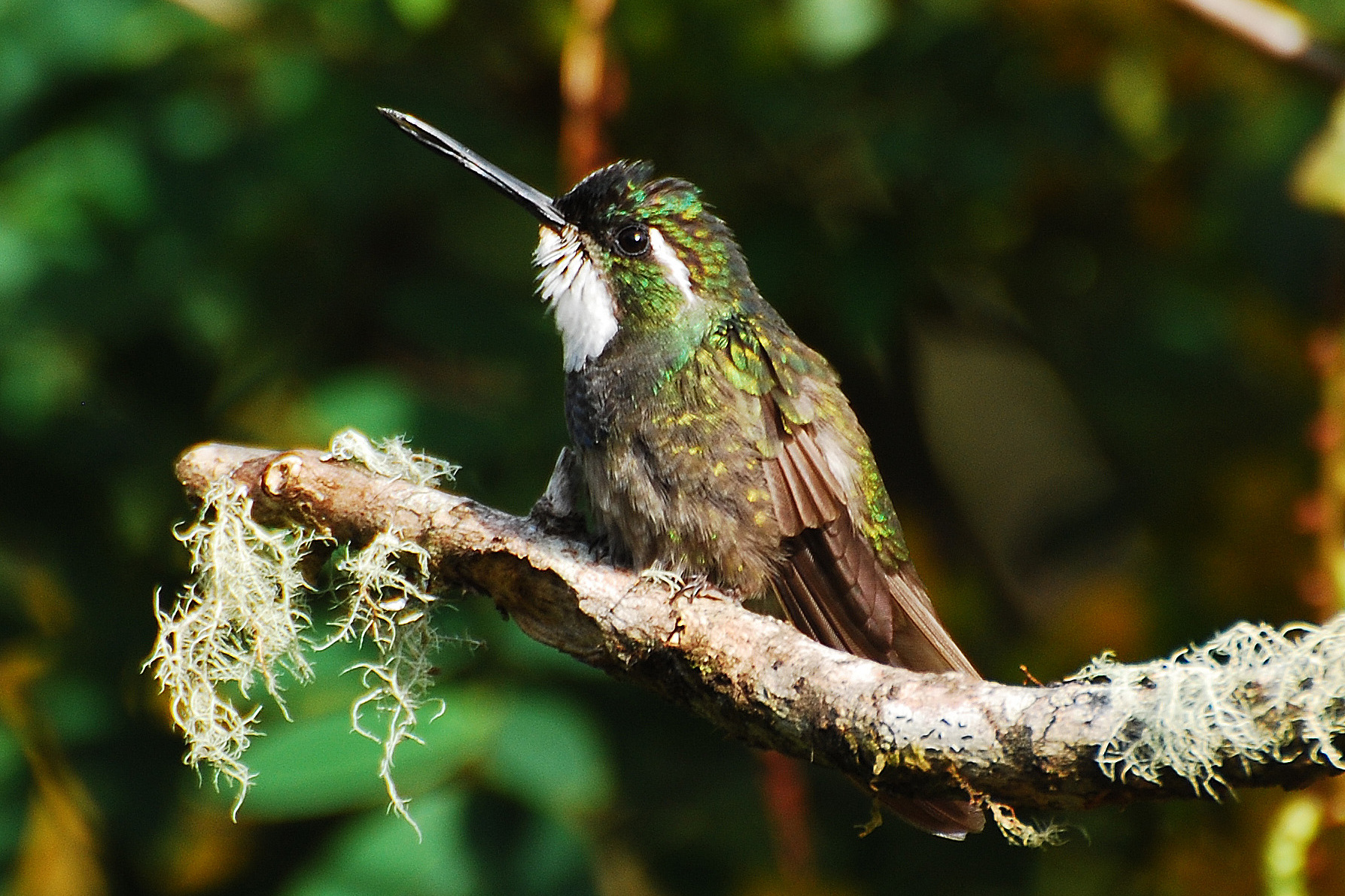
O beija-flor-de-cauda-cinzenta (Lampornis cinereicauda) é uma espécie de classificação controversa, considerada uma subespécie de L. castaneoventris.

Seis a oito espécies foram tradicionalmente reconhecidas, o principal ponto de disputa é se as formas do sul que têm fêmeas de seios fulvos, encontradas da Nicarágua ao Panamá, são "gemas da montanha variáveis", com duas ou três espécies. Análise de biogeografia e sequências de DNA mitocondrial e nuclear confirmaram amplamente o arranjo e as suspeitas relações evolutivas, mas alguns resultados surpreendentes surgiram. Primeiro, o beija-flor-de-garganta-branca e o beija-flor-de-cauda-cinzenta são provavelmente coespecíficas, porém beija-flor-de-garganta-púrpura parece ser uma espécie distinta. No entanto, o grupo do sul aparentemente evoluiu em um tempo muito curto e suas diferenças conspícuas na aparência ainda não se refletem na divergência molecular; como os parceiros são, obviamente, escolhidos de acordo com sua aparência e não suas diferenças moleculares, parece prudente dividir o grupo de acordo com a cor da garganta, conforme defendido pela American Ornithological Society. No entanto, o processo de especiação está em andamento.

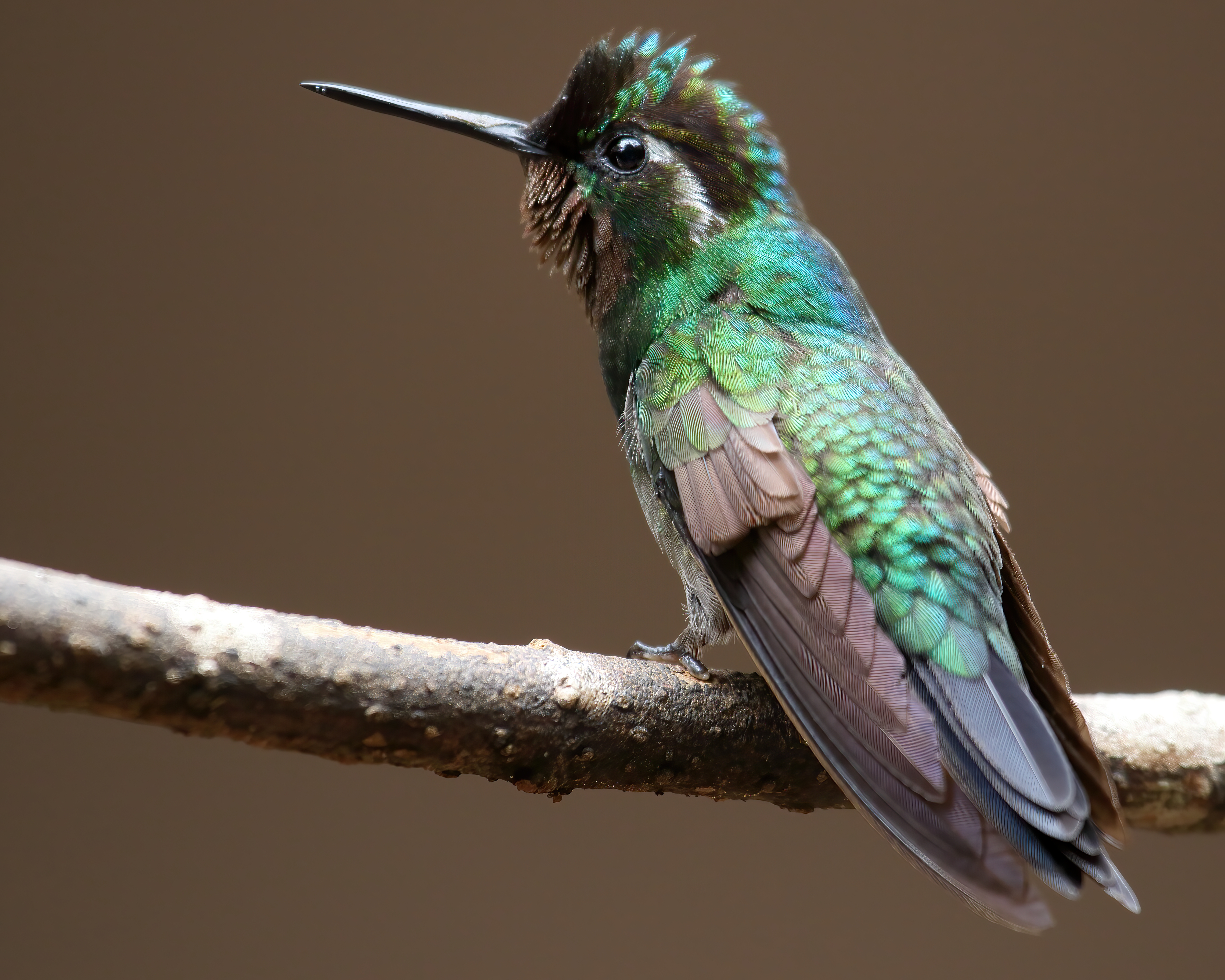
Um macho do beija-flor-de-garganta-púrpura (L. calolaemus) na Reserva Biológica de Monteverde, Costa Rica

Em segundo lugar, a relação exata entre os táxons irmãos suspeitos L. clemenciae e L. amethystinus, a espécie mais setentrional, não é tão direta quanto se supõe; não está claro se eles são parentes próximos um do outro ou se o beija-flor-de-garganta-azul é a linhagem mais antiga do gênero, com o beija-flor-de-garganta-ametista divergindo mais tarde. Além disso, L. amethystinus pode constituir duas espécies, mas não a subespécie margaritae do beija-flor-garganta-ametista, mas as formas mais meridionais, de beija-flores-de-garganta-vermelha, são mais distintas. O mais intrigante, no entanto, é o fato de que o beija-flor-de-barriga-branca constantemente falhou em formar um grupo monofilético com os outros táxons. Esses resultados sugerem que ele está melhor colocado no gênero monotípico Oreopyra, cujas relações precisam de mais estudos. Este pode estar intimamente relacionado ao beija-flor-garganta-de-fogo, mas essas duas espécies são muito diferentes, ao menos morfologicamente. O beija-flor-de-asas-castanhas, que às vezes é considerado o parente mais próximo das "gemas da montanha", de fato não está distante do grupo, mas mais próximo dos beija-flores Eugenes. É intermediário na aparência entre Lampornis e essas espécies.
A equipe de García-Moreno se abstém de datar o surgimento do gênero por causa da ausência de fósseis ou outras evidências robustas. Pode-se supor, porém, que Lampornis estava presente no fechamento do istmo do Panamá, cerca de 3,8 milhões de anos atrás, e que nessa época, possíveis linhagens mais ao norte já haviam divergido. Esses resultados são interessantes, porque concordam com uma tendência geral para os táxons do sul do México, incluindo a colonização do istmo e formar espécies distintas. Além disso, o grupo istmo de Lampornis fornece o vislumbre de um estágio intermediário na evolução, com uma forma (L. calolaemus) tendo evoluído recentemente para uma espécie distinta, enquanto seus parentes de garganta branca estão em processo de divisão em duas espécies, mas ainda não o fizeram por DNA mitocondrial (que é herdado apenas da progenitora fêmea) sugere ainda pode formar híbridos férteis com as formas do beija-flor-de-garganta-branca e, de fato, não raramente o faz.

### Espécies[1][2]
- Lampornis hemileucus (Salvin, 1865), beija-flor-de-garganta-violeta – encontrado na encosta caribenha do centro-norte da Costa Rica ao oeste do Panamá
- Lampornis clemenciae (Lesson, 1830), beija-flor-de-garganta-anil – encontrado desde a região sudoeste dos Estados Unidos ao centro do México
  - Lampornis clemenciae clemenciae (Lesson, 1830) – encontrado nas montanhas do leste e do centro do México, desde o Planalto Central e Sierra Madre Oriental, ao sul de Oaxaca
  - Lampornis clemenciae bessophilus (Oberholser, 1918) – encontrado nas montanhas do sudoeste dos Estados Unidos, no sudeste do Arizona e sudoeste do Novo México; e noroeste do México, ao sul de Durango
  - Lampornis clemenciae phasmorus (Oberholser, 1974) – encontrado nas montanhas Chisos ao sudoeste dos Estados Unidos, com populações encontradas em Nuevo León, possivelmente incluindo esta subespécie
- Lampornis amethystinus (Swainson, 1827), beija-flor-de-garganta-ametista – encontrado desde a região central do México, Guatemala, El Salvador até Honduras
  - Lampornis amethystinus amethystinus (Swainson, 1827) – encontrado nas montanhas do leste do México desde o sul de Nuevo León e sul de Tamaulipas ao Veracruz e norte de Oaxaca
  - Lampornis amethystinus circumventus (Phillips, 1966) – encontrado nas montanhas do sul do México desde Sierra de Miahuatlán ocidental, no sudoeste de Oaxaca
  - Lampornis amethystinus margaritae (Salvin & Godman, 1889) – encontrado nas montanhas do sudoeste do México desde o sul de Michoacán e Guerrero, no sudoeste de Oaxaca
  - Lampornis amethystinus salvini (Ridgway, 1908) – encontrado nos planaltos de Chiapas, no sul mexicano, seguindo até Guatemala e El Salvador
  - Lampornis amethystinus nobilis (Griscom, 1932) – encontrado nos planaltos hondurenhos
- Lampornis viridipallens (Bourcier & Mulsant, 1846), beija-flor-de-garganta-escamosa – encontrado desde sul do México seguindo ao nordeste da Guatemala e El Salvador superior
  - Lampornis viridipallens amadoni (Rowley, 1968) – encontrado no sul do México, mais especificamente em Cerro Baúl no estado do Oaxaca
  - Lampornis viridipallens ovandensis (Brodkorb, 1939) – encontrado nos planaltos de Chiapas, no sul mexicano, seguindo até o nordeste da Guatemala
  - Lampornis viridipallens viridipallens (Bourcier & Mulsant, 1846) – encontrado nos planaltos da Guatemala, seguindo ao norte de El Salvador e Honduras ocidental
  - Lampornis viridipallens nubivagus (Dickey & Van Rossem, 1929) – encontrado na porção tropical do El Salvador superior
- Lampornis sybillae (Salvin & Godman, 1892), beija-flor-de-peito-escamoso – encontrado nas florestas montanhosas úmidas do leste de Honduras e centro-norte da Nicarágua
- Lampornis calolaemus (Salvin, 1865), beija-flor-de-garganta-púrpura – encontrado desde as montanhas da Nicarágua e Costa Rica ao centro-oeste panamenho, distribuindo-se exclusivamente na América Central
  - Lampornis calolaemus pectoralis (Salvin, 1891) – encontrado nas montanhas da Nicarágua ao noroeste da Costa Rica
  - Lampornis calolaemus calolaemus (Salvin, 1865) – encontrado nas montanhas da Costa Rica e centro-oeste do Panamá
  - Lampornis calolaemus homogenes (Wetmore, 1967) – encontrado na encosta pacífica do extremo-sul costa-riquenho e oeste do Panamá
- Lampornis cinereicauda (Lawrence, 1867), beija-flor-de-cauda-cinzenta – encontrado na região da Cordilheira de Talamanca ao sul da Costa Rica
- Lampornis castaneoventris (Gould, 1851), beija-flor-de-garganta-branca – encontrado nas florestas montanhosas do extremo oeste do Panamá